# Lida naturreservat
Lida naturreservat är ett naturreservat i Botkyrka kommun i Stockholms län.

## Allmänt
Området är naturskyddat sedan 2010 och är 825 hektar stort. Reservatet delas av sjön Getaren i två delar där Lida friluftsgård inramas av den större norra delen som också närmst sjön rymmer våtområden. Reservatet består av barrskog och sumpskog. Mellan norra och södra delen ligger Norrga naturreservat.

## Syfte
Ändamålet med Lida naturreservat är att bevara och utveckla natur-, frilufts- och upplevelsevärdena knutna till de vidsträckta skogsområdena runt Lida friluftsgård och sjön Getaren. De naturskogsartade miljöerna samt deras skyddsvärda växt-, svamp- och djurliv ska bevaras i väsentligen orört skick.

## Bilder

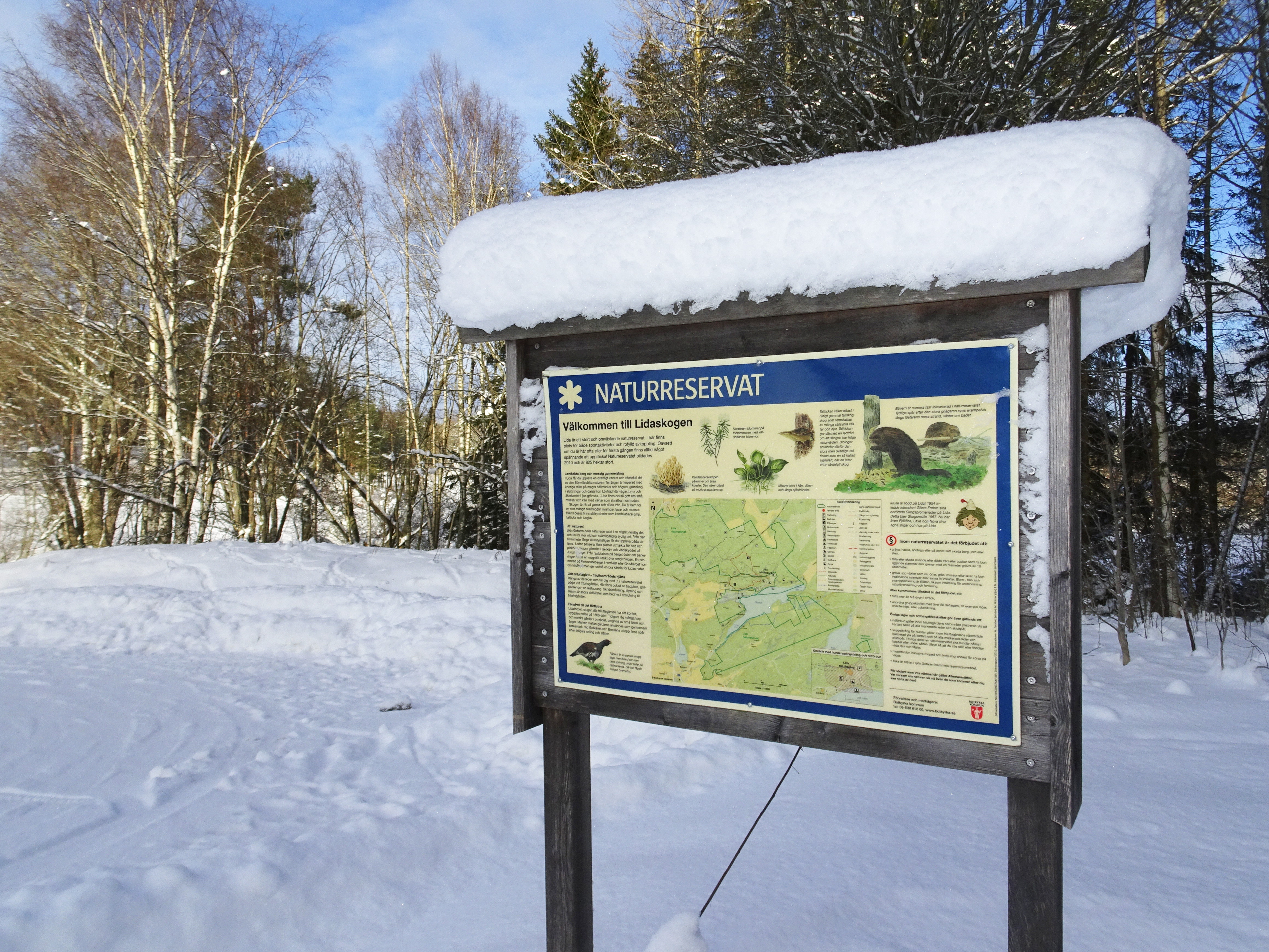
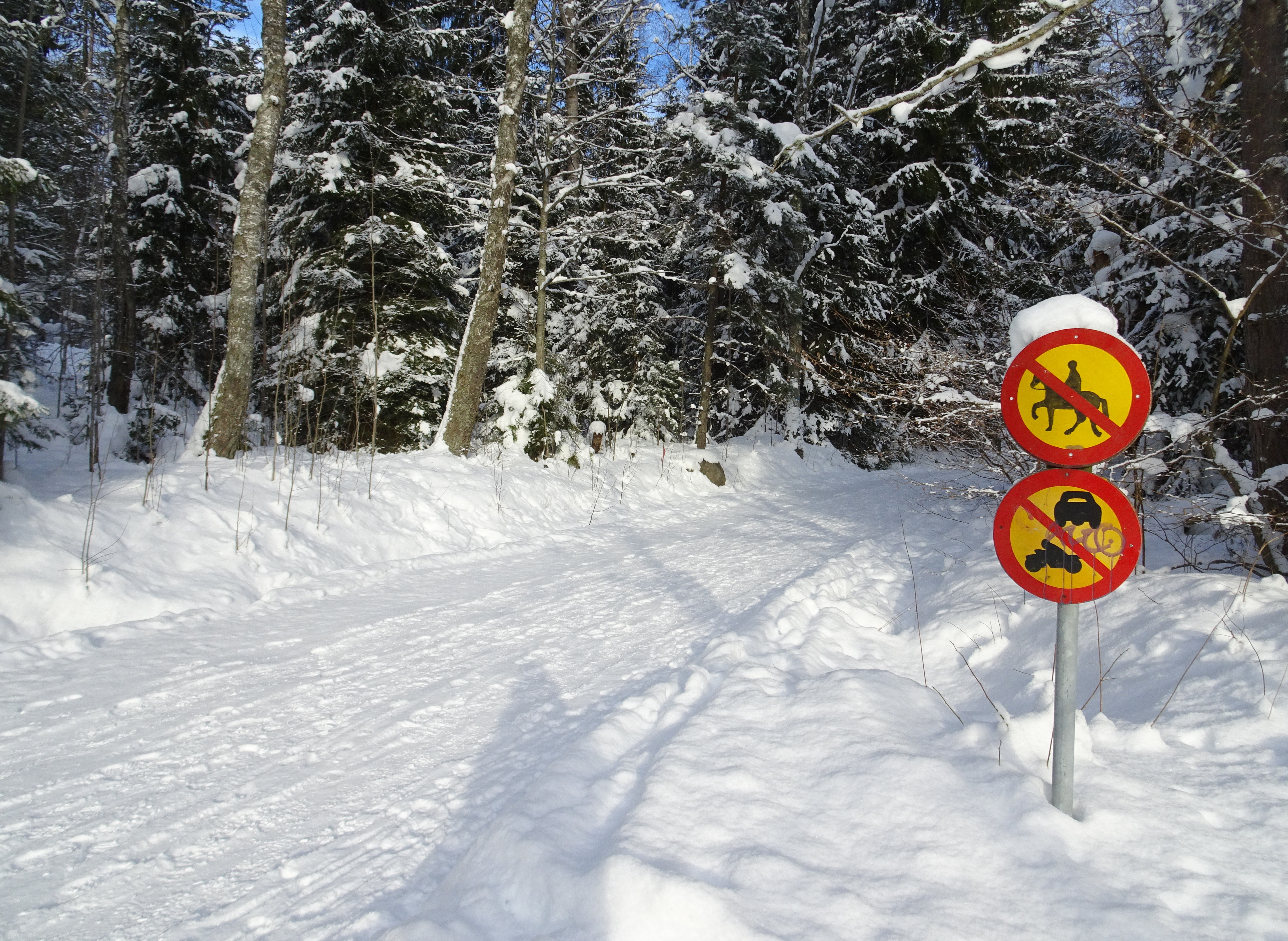
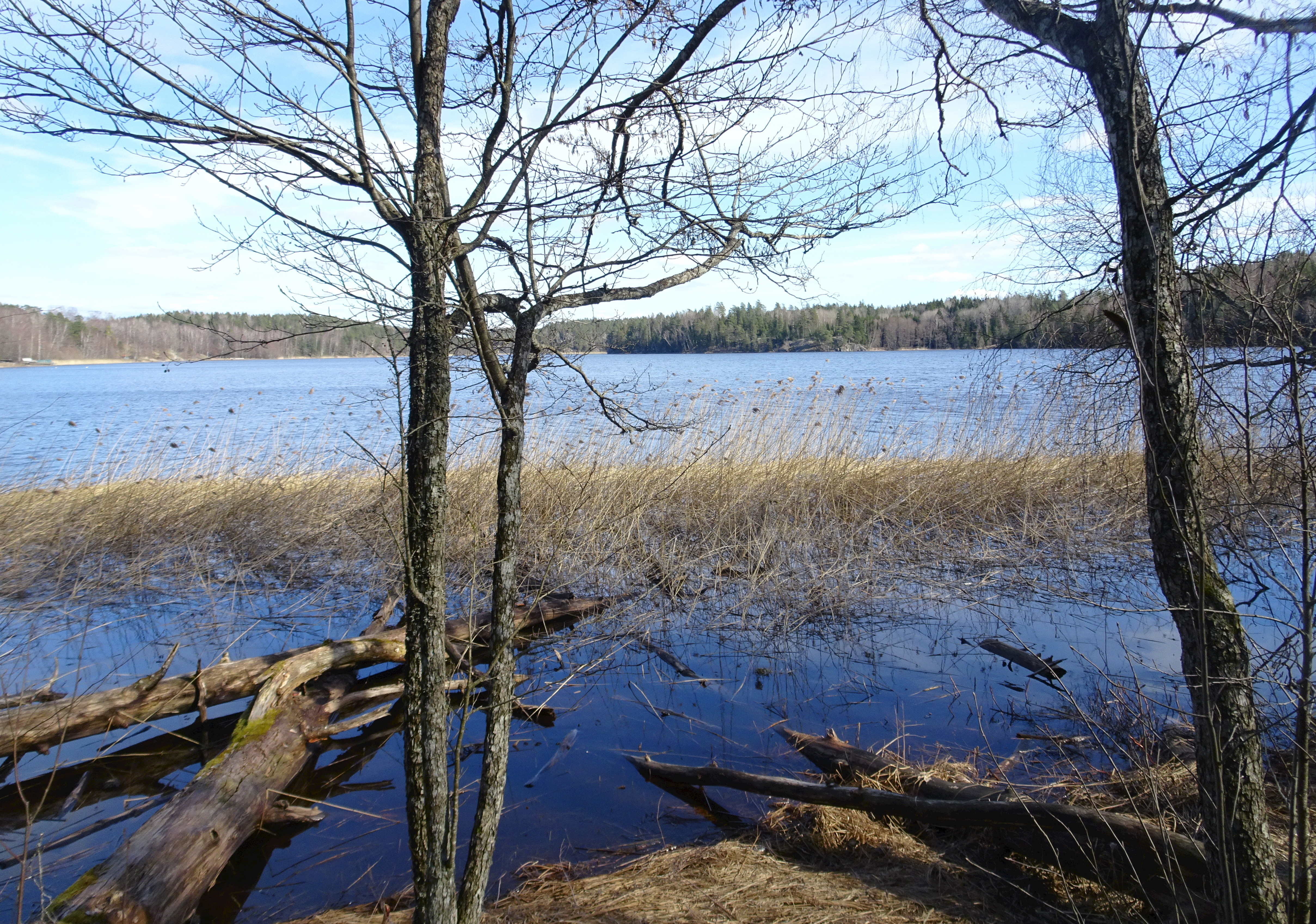
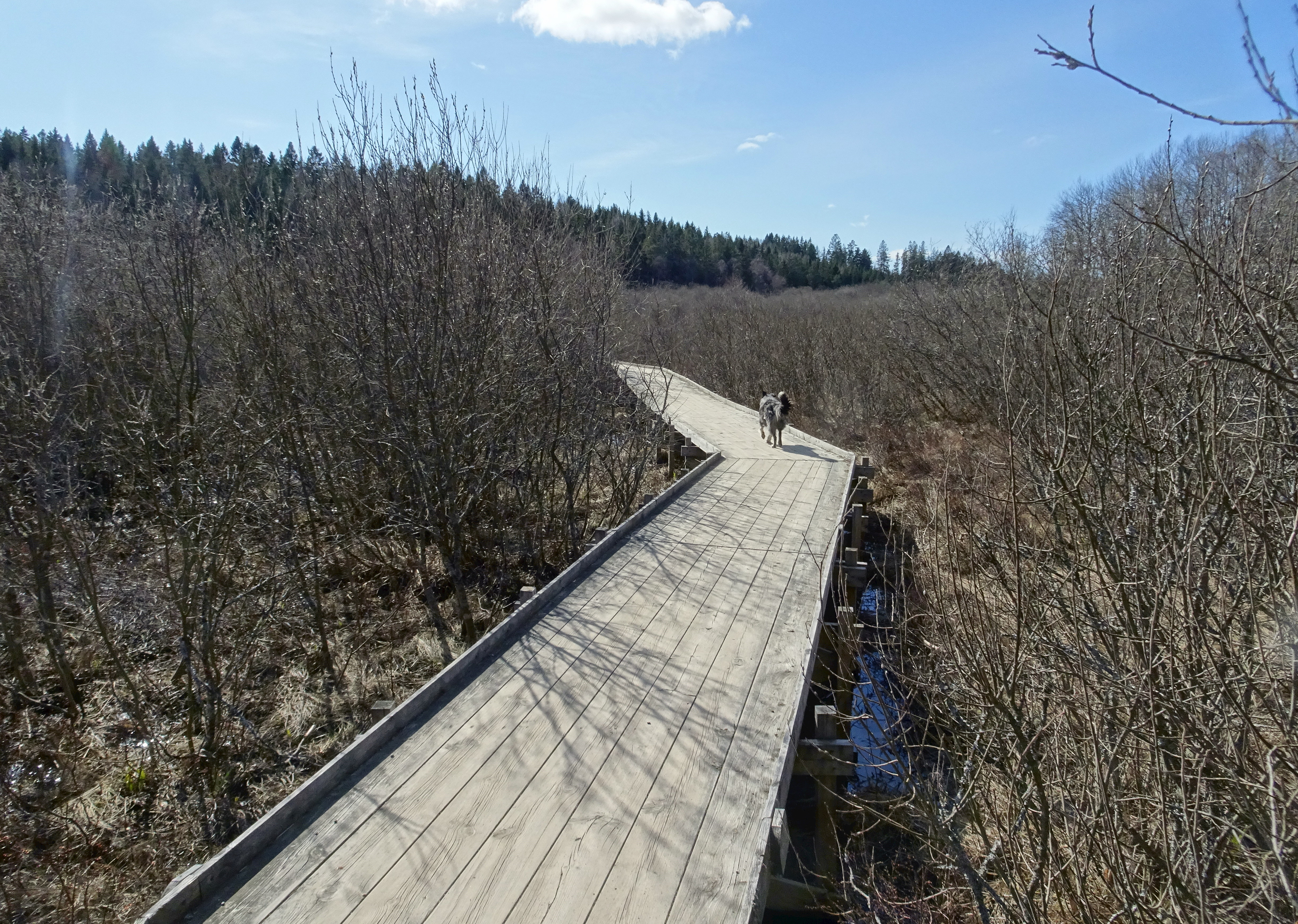